# James Kem
James Preston Kem (ur. 2 kwietnia 1890 w Macon, Missouri, zm. 24 lutego 1965 w Charlottesville, Wirginia) – amerykański polityk, działacz Partii Republikańskiej, senator.

## Życiorys
Studiował w akademii wojskowej oraz prawo na University of Missouri w Columbia i na Harvard University. Od 1913 prowadził praktykę prawniczą w Kansas City (z przerwą na służbę wojskową w czasie I wojny światowej). Od stycznia 1947 do stycznia 1953 z ramienia Partii Republikańskiej zasiadał w Senacie jako reprezentant stanu Missouri. Bez powodzenia ubiegał się o reelekcję w 1952; po odejściu z Senatu powrócił do praktyki prawniczej. Przeszedł na emeryturę w 1961.